# Walkerana encollos
Walkerana encollos är en insektsart som först beskrevs av Otte, D. och Perez-gelabert 2009.  Walkerana encollos ingår i släktet Walkerana och familjen syrsor. Inga underarter finns listade i Catalogue of Life.